# Scotty Bierce
Scotty Bierce foi um jogador de futebol americano estadunidense que foi campeão da Temporada de 1924 da National Football League jogando pelo Cleveland Bulldogs.